# دون إم. ويلسون الثالث
دون إم. ويلسون الثالث (بالإنجليزية: Don M. Wilson III)‏ هو مصرفي أمريكي، ولد في 1948.